# Liste der denkmalgeschützten Objekte in Altlengbach
Die Liste der denkmalgeschützten Objekte in Altlengbach enthält die 8 denkmalgeschützten, unbeweglichen Objekte der Gemeinde Altlengbach.

## Denkmäler
| Foto |                 | Denkmal | Standort                                     | Beschreibung | Metadaten |
| ---- | --------------- | --- | -------------------------------------------- | --- | --- |
| ja   | Datei hochladen | Kath. Pfarrkirche hll. Simon und Judas Thaddäus sowie ehem. Friedhof HERIS-ID: 31966 Objekt-ID: 28998                                                                                 | Altlengbach 1 Standort KG: Altlengbach       | Das Langhaus der Pfarrkirche ging aus einem romanischen Vorgängerbau hervor. Der Chor ist frühgotisch/gotisch und der Turm steht auf dem Kern eines wohl romanischen runden Karners. | BDA-Hist.: Q24037877 Status: § 2a Stand der BDA-Liste: 2025-06-30 Name: Kath. Pfarrkirche hll. Simon und Judas Thaddäus sowie ehem. Friedhof GstNr.: .1/1 Pfarrkirche Altlengbach |
| ja   | Datei hochladen | Figurenbildstock hl. Johannes Nepomuk HERIS-ID: 31968 Objekt-ID: 29000 | bei Altlengbach 1 Standort KG: Altlengbach   | Der Bildstock des hl. Johannes Nepomuk auf einem Balustersockel vor dem Pfarrhof stammt aus der Mitte des 18. Jahrhunderts. | BDA-Hist.: Q37945359 Status: § 2a Stand der BDA-Liste: 2025-06-30 Name: Figurenbildstock hl. Johannes Nepomuk GstNr.: .1/1 Statue of John of Nepomuk, Altlengbach |
| ja   | Datei hochladen | Ehemalige Burg von Altlengbach, heute Pfarrhof mit ehemaliger Kapelle. HERIS-ID: 31958 Objekt-ID: 28990                                                                               | Altlengbach 1 Standort KG: Altlengbach       | Der erste Pfarrhof des Ortes ging, wie auch die Kirche, nach 1192 aus der alten Burg der Lengbacher hervor. Auf größere Bauarbeiten im Jahr 1522 folgten wenige Jahre später schwere Beschädigungen im Zuge der ersten Wiener Türkenbelagerung. Bei der zweiten Türkenbelagerung 1683 brannte der Pfarrhof vollständig ab. 1695 wurde er neu errichtet. | BDA-Hist.: Q37945330 Status: Bescheid Stand der BDA-Liste: 2025-06-30 Name: Ehemalige Burg von Altlengbach, heute Pfarrhof mit ehemaliger Kapelle. GstNr.: .2 Pfarrhof Altlengbach |
| ja   | Datei hochladen | Flur-/Wegkapelle Herrgottschmiede HERIS-ID: 31955 Objekt-ID: 28987 | bei Altlengbach 106 Standort KG: Altlengbach | Der Giebelbau mit Pilastern und Rundbogennische beherbergt ein Kruzifix aus der Zeit um 1700. | BDA-Hist.: Q37945298 Status: § 2a Stand der BDA-Liste: 2025-06-30 Name: Flur-/Wegkapelle Herrgottschmiede GstNr.: 1815/6 Meadow chapel Herrgottschmiede |
| ja   | Datei hochladen | Altmühle und Kapelle HERIS-ID: 31939 Objekt-ID: 28969 | Unterthurm 11 Standort KG: Altlengbach       | Die bei Unterthurm gelegene Mühle mit mittelalterlichem Kern, hervorgegangen aus dem im 14./15. Jahrhundert genannten Erlhof, wurde 1683 durch türkische Truppen zerstört. Nach dem Krieg wurde sie wieder aufgebaut, 1812 der Mühlentrakt erneuert. In den 1970er Jahren wurde das vom Verfall bedrohte Gebäude renoviert. Es wird als Wohnhaus genutzt und beherbergt ein Mühlenmuseum. Das Areal umfasst außerdem einen Garten und eine Kapelle. | BDA-Hist.: Q37945214 Status: Bescheid Stand der BDA-Liste: 2025-06-30 Name: Altmühle und Kapelle GstNr.: .194/1 Altmühle with chapel (Altlengbach) |
| ja   | Datei hochladen | Ödgrabenaquädukt HERIS-ID: 111669 Objekt-ID: 129658 | Standort KG: Altlengbach                     | Die II. Wiener Hochquellenwasserleitung ist eine 183 Kilometer lange Trinkwasser-Versorgungsleitung für die Stadt Wien. Sie wurde auf Betreiben von Karl Lueger errichtet und nach zehnjähriger Bauzeit am 2. Dezember 1910 als II. Kaiser-Franz-Josef-Hochquellenleitung eröffnet. | BDA-Hist.: Q37825918 Status: Bescheid Stand der BDA-Liste: 2025-06-30 Name: Ödgrabenaquädukt GstNr.: 1681, 1678, 2150/1 Ödgrabenaquädukt |
| ja   | Datei hochladen | Auslaufkammer Laabenbachdüker (AK 97), Ein- und Auslaufkammer Gerhardsbachdüker (EK 99, AK 100), 2 Einsteigtürme (98, 101), Kanalbrücke Steinhäusl HERIS-ID: 111668 Objekt-ID: 129657 | Standort siehe Beschreibung KG: Altlengbach  | Auf dem Gemeindegebiet von Altlengbach befinden sich neben dem Ölgraben- und dem Lengbachaquädukt die folgenden Bauwerke der II. Wiener Hochquellenwasserleitung: Auslaufkammer Laabenbachdüker (AK 97, Lage), Einlaufkammer Gerhardsbachdüker (EK 99, Lage) und Auslaufkammer Gerhardsbachdüker (AK 100, Lage), die Einsteigtürme 98 (Lage) und 101 (Lage) sowie die Kanalbrücke Steinhäusl (Lage). Der Laabenbachdüker verbindet über eine Horizontalentfernung von rund 1650 Metern die Gemeinde Neustift-Innermanzing (EK 96) mit der Gemeinde Altlengbach und unterquert dabei die West Autobahn A1, den Laabenbach und die Ortschaft Leitsberg. Der Gerhardsbachdüker überbrückt eine Horizontalentfernung von 270 Metern. | BDA-Hist.: Q37825910 Status: Bescheid Stand der BDA-Liste: 2025-06-30 Name: Auslaufkammer Laabenbachdüker (AK 97), Ein- und Auslaufkammer Gerhardsbachdüker (EK 99, AK 100), 2 Einsteigtürme (98, 101), Kanalbrücke Steinhäusl GstNr.: 2132, 2044, 2047, 1305, 1785/1, 3472, 2048, 2217/3 Hochquellenwasserleitung in Altlengbach |
| ja   | Datei hochladen | Lengbachaquädukt HERIS-ID: 111670 Objekt-ID: 129659 | Standort KG: Altlengbach                     | Bauwerk der II. Wiener Hochquellenwasserleitung, siehe Ödbachgrabenaquädukt Anmerkung: Das Aquädukt verbindet die Gemeinden Altlengbach und Maria Anzbach über den Lengbach, der hier die Gemeindegrenze bildet. | BDA-Hist.: Q37825927 Status: Bescheid Stand der BDA-Liste: 2025-06-30 Name: Lengbachaquädukt GstNr.: 3398/1, 3398/2, 3398/3, 1316/4, .145/2, 1308/1 Lengbachaquädukt |